# Благослови
Благослови су кратке форме народних умотворина и представљају жеље које се казују драгим особама и поштованим бићима. Говоре се бираним речима, узвишеним тоном, тако да лепо зазвуче, обрадују особу којој су намењени и задиве скуп пред којим се објављују.

## Етимологија
Реч благослов је словенског порекла и дословно значи „блага реч” (добра реч), док глаголски облик благословити значи благо (добро) говорити. У својој суштини, и по своме унутрашњем смислу, благослов је добра молитвена жеља да благодат Божија дође на оно лице или на оно што се благосиља.

## Порекло благослова
Благослови су утврђене, најчешће стиховане, добронамерне жеље које се преносе у традицији и заснивају се на магијској сугестивности. Као заклетве и клетве, и благослови сежу у дубоке корене цивилизације и чврсто су повезани са веровањем у магијску моћ речи.

## Прилике у којима се изговарају благослови
Обично се казују при сусретима и растанцима или у свечаним приликама, када попримају облик здравице. Некада давно благослови су били део древне беле магије, за коју се мислило да може да помогне цењеним особама и да им донесе добро у живот. Благослови се често изричу са: „да бог да!”.
| „ | Да бог да се хиљадили такви јунаци! | ” |

## Облици благослова
Благослови имају различите облике. Обично користе поређења по сличности (слободан као птица) или по супротности, када се изричу као привидна клетва са супротним значењем (образ црн као сунце). Најчешћи облици благослова су следећи:
- као поздрави и отпоздрави:

| „ | Срећан ти уранак и миран данак! Срећан ти пут и здраво се дому вратио! | ” |

- као захвалност за учињено дело:

| „ | Да бог да стекао бијеле пчеле! Хвала ти од неба до земље! | ” |

- као похвале:

| „ | Жив био мајци која те родила! У сребро ти се оковала! | ” |

- шаљиве, са супротним значењем, са веселим или злурадим тоном:

| „ | Срећан био куд путем ходио и водом бодрио. Да бог да један другоме омрзли ко лебац и со | ” |

У здравицама благослови добијају поетску лепоту:
| „ | Нека ти се преливају бачве са вином, - домови животом и здрљављем, - а поља родом и берићетом, да бог да! | ” |

Благослови се често везују и за владаре, и кроз генерације преносе оцене и о природи њихове владавине. Благослов хришћанске господе и преведност родоначелника учврстили су сећања на светородну лозу Немањића: 
| „ | Што носили, свијетло вам било, - Што родили, све вам свето било! | ” |

## Благослови у народним песмама
У српским народним песмама често се срећу благослови. Имају функцију да открију психолошке или етичке односе између ликова. често се везују за владаре и осликавају читав период о коме песма пева и улогу историјске личности у датој епохи. Тако у народној песми „Урош и Мрњавчевићи” цар Урош благосиља краљевића Марка:
| „ | Куме Марко, бог ти помогао! Твоје лице св´јетло на дивану, твоја сабља сјекла на мејдану! Нада те се не нашло јунака! Име ти се свуда спомињало док је сунца и док је мјесеца! | ” |

## Благослов у религији
У православним религијским обичајима благослов је радња којом се Господ призива да излије своју милост на некога.